# Nadieżda Udalcowa

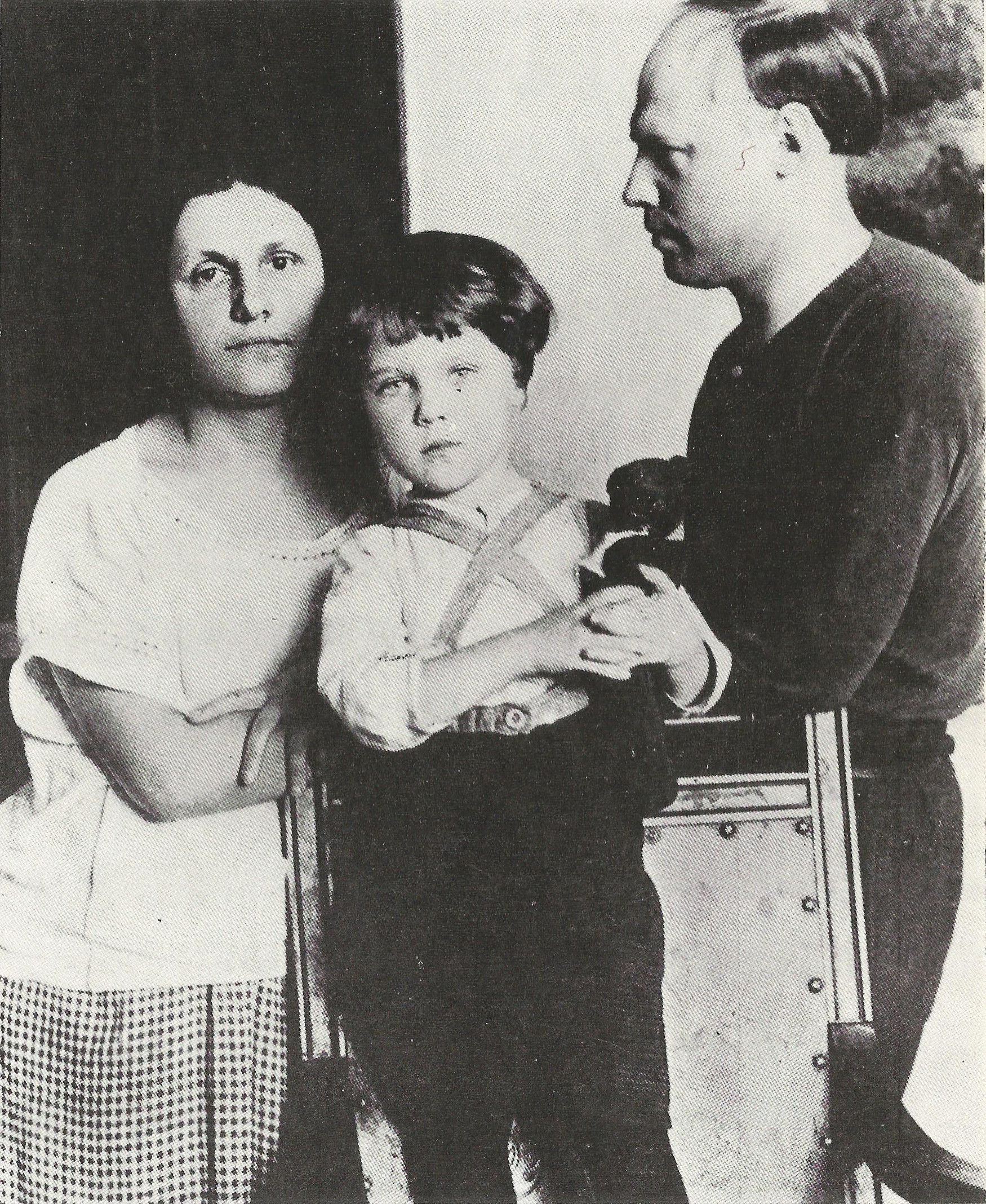
Udalcowa z mężem Aleksandrem Drewinem i dzieckiem, 1925

Nadieżda Andriejewna Udalcowa (ros. Наде́жда Андре́евна Удальцо́ва, ur. 29 grudnia 1885?/10 stycznia 1886 w Orle, zm. 25 stycznia 1961 w Moskwie ) – rosyjska artystka awangardowa.

## Życiorys
Urodziła się w wojskowej rodzinie jako Nadieżda Andriejewna Prudkowska . Jej rodzina przeniosła się do Moskwy, gdy miała sześć lat. Uczyła się w Moskiewskiej Szkole Malarstwa, Rzeźby i Architektury po czym, w latach 1906–1909, studiowała u Konstantina Juona. W 1912 roku zaprzyjaźniła się z Lubow Popową. Artystki zamieszkały razem w Paryżu, gdzie przez rok studiowały w Académie de la Palette u kubistycznych malarzy Henri Le Fauconniera i Jeana Metzingera . Udalcowa uczyła się także u Fernanda Légera. W trakcie pobytu przyswoiła sobie ideę kubizmu, którą przełamywała nietypową dla stylu ilością odcieni tworząc własny, charakterystyczny styl .
Po powrocie do kraju Udalcowa z Popową zaczęły tworzyć w pracowni Władimira Tatlina. Obie artystki zadebiutowały na czwartej wystawie grupy Walet Karowy (1914) . Osiem kubistycznych prac Udalcowej pokazano także na wystawie Tramwaj W (1915)  i kolejne prace na wystawie Magazin (1916), którą zorganizował Tatlin.
Choć Udalcowa początkowo tworzyła pod wpływem Tatlina, w latach 1916–1917 dołączyła do Kazimierza Malewicza, Jeana Pougny’ego, Michaiła Mieńkowa, Iwana Kluna, Kseni Bogusławskiej i Olgi Rozanowej w Moskiewskiej Grupie Suprematystów. Na przełomie lat 1915–1916 grupa przygotowała Ostatnią wystawę futurystów 0.10 na której wystawiono prace wszystkich członków, w tym Udalcowej. Suprematyści prowadzili także prace nad czasopismem „Supremus” kontynuującym tradycję almanachów artystycznych. Udalcowa miała znaczny wkład w działalność wokół magazynu, a jej mieszkanie prawdopodobnie mieściło redakcję.
Jej kubistyczne i suprematystyczne rysunki, wraz z pracami Malewicza, Rozanowej i Pougny’ego, posłużyły za wzory na haftowane tkaniny i przedmioty codziennego użytku wytwarzane przez chłopki w guberni kijowskiej. Wykonane prace zostały później przedstawione na wystawach, zaprezentowano je również w Muzeum Sztuk Pięknych w Moskwie w 1919 roku. Tego samego roku Udalcowa dołączyła do Klubu Federacji Lewicy – frakcji Związku Zawodowego Artystów Malarzy Nowej Sztuki, która stworzyła własną przestrzeń wystawienniczą.
W 1919 roku Udalcowa została wybrana do prezydium Zjednoczenia Artystów Malarzy Nowej Sztuki – nowego stowarzyszenia, które powstało po przekształceniu moskiewskiego Związku Zawodowego Artystów Malarzy. Była także członkinią moskiewskiego kolegium Izo Narkomprosu (wydziału sztuk wizualnych Ludowego Komisariatu Oświaty Rosyjskiej FSRR). Uczyła w Wolnych Pracowniach Artystycznych, gdzie z początku asystowała Malewiczowi, a później prowadziła własną pracownię. Pod koniec 1920 roku Pracownie przekształcono we Wchutiemas, który w 1926 roku przemianowano z kolei na Wchutiein; Udalcowa wykładała na uczelni w latach 1920–1934 na wydziałach malarstwa i tkaniny.
W okresie rewolucji była postrzegana jako jedna z najbardziej postępowych artystek, była także bezkompromisowa. Na początku lat 20. jej drogi się rozeszły z konstruktywistami: Udalcowa nie zamierzała porzucić malarstwa sztalugowego co było jednym z postulatów konstruktywistów, jednocześnie powróciła do sztuki figuratywnej. Jej zainteresowania stały się bliższe artystom wcześniej należącym do Waletu Karowego, takich jak Ilja Maszkow i Aristarch Lentułow. Wynikiem była wspólna wystawa w 1923 roku, na której wystawiła m.in. Autoportret.
Jej podróże w góry Ałtaj, które odbyła w latach 1929–1932 z drugim mężem, malarzem Aleksandrem Driewinem  (pierwszym mężem był Aleksander Udalcow), zainspirowały ją do stworzenia cyklu ekspresjonistycznych pejzaży, w których widać inspirację pracami Drewina . W styczniu 1938 roku Drewin został aresztowany i skazany na śmierć; Udalcowa poznała w pełni losy męża dopiero w 1956 roku, gdy został zrehabilitowany. Ojca Udalcowej – emerytowanego generała – rozstrzelano w 1918 roku .
Podczas II wojny światowej namalowała serię portretów lotników. Jej ostatnia wystawa indywidualna odbyła się w 1945 roku, po czym została odsunięta od stanowisk nauczycielskich. Pod koniec życia, ze względu na sytuację polityczną, wycofała się do swojej pracowni i malowała realistyczne martwe natury i pejzaże. Zmarła 25 stycznia 1961 w Moskwie . Pochowana na Cmentarzu Nowodziewiczym w Moskwie.
Jej imieniem nazwano krater na Wenus.

## Galeria

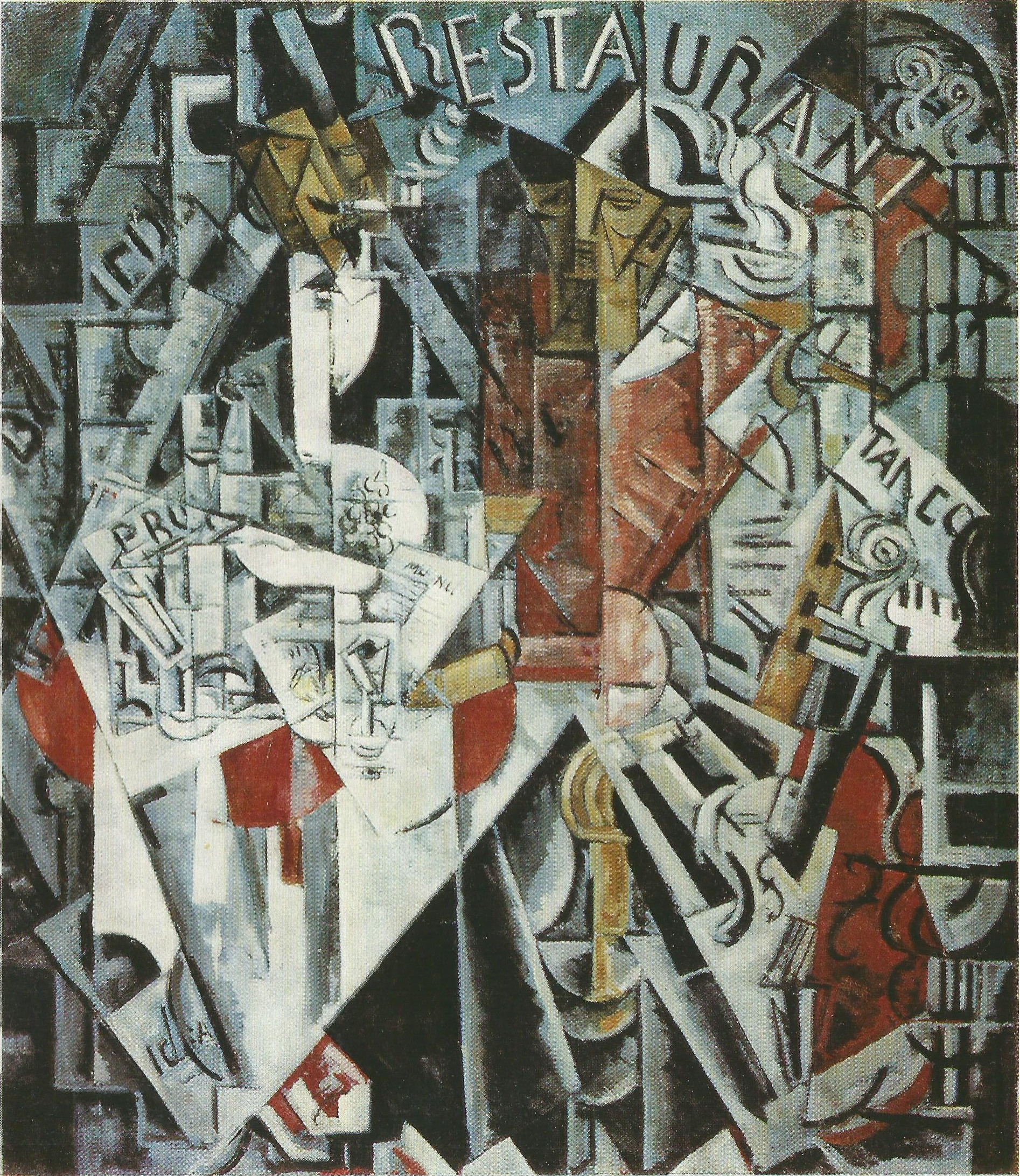
Restauracja, 1915
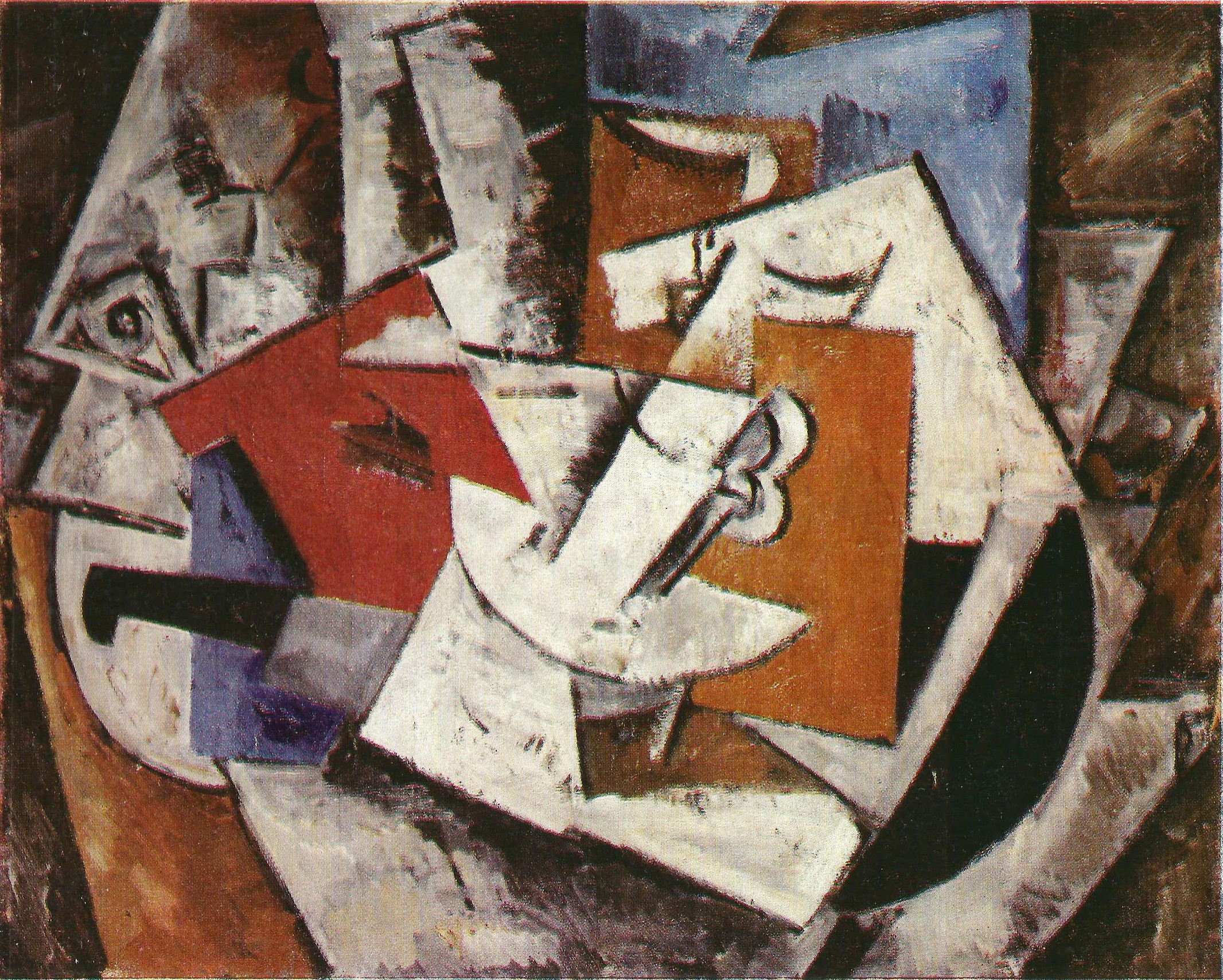
Kuchnia, 1915
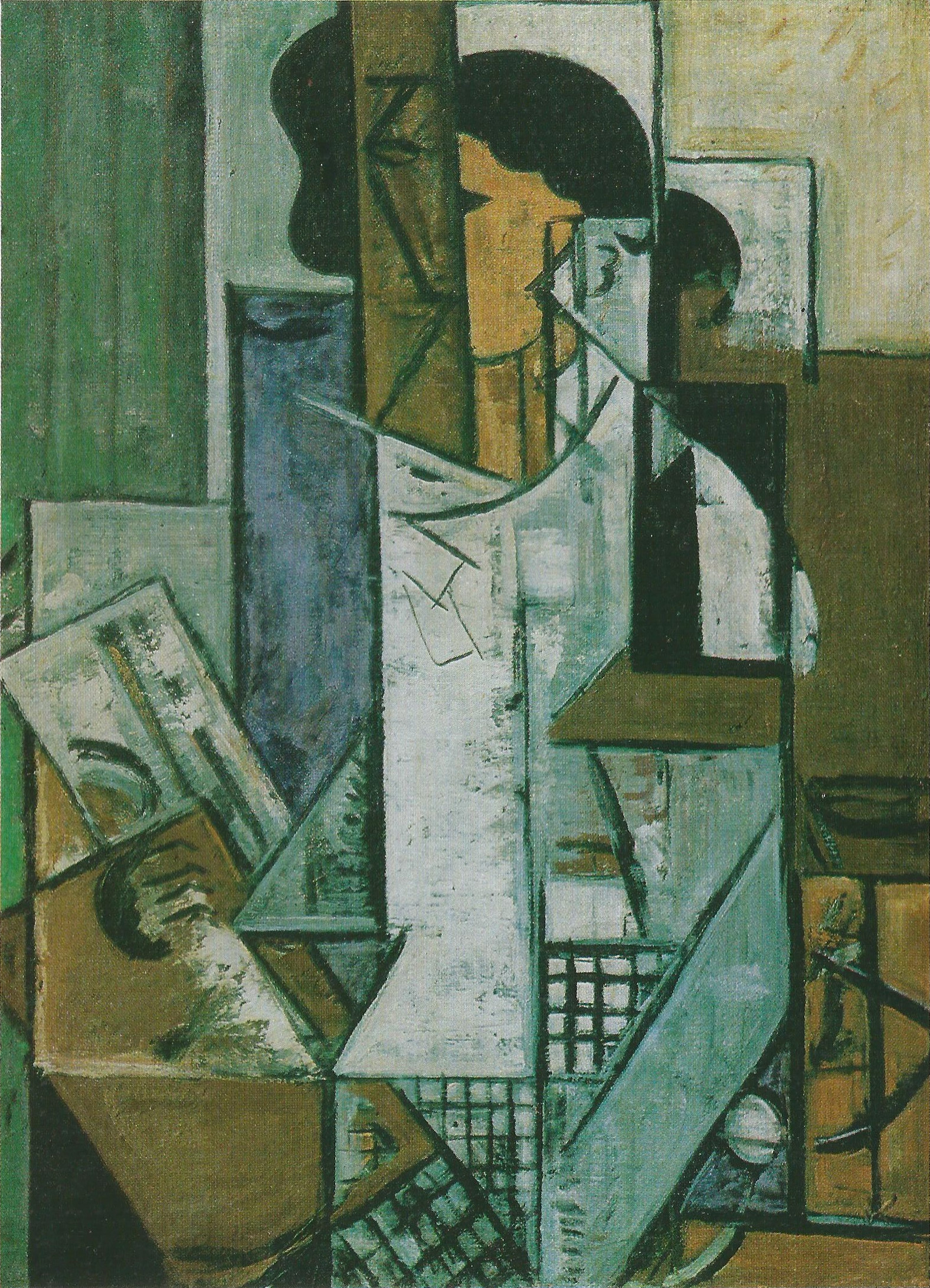
Autoportret z paletą, 1915
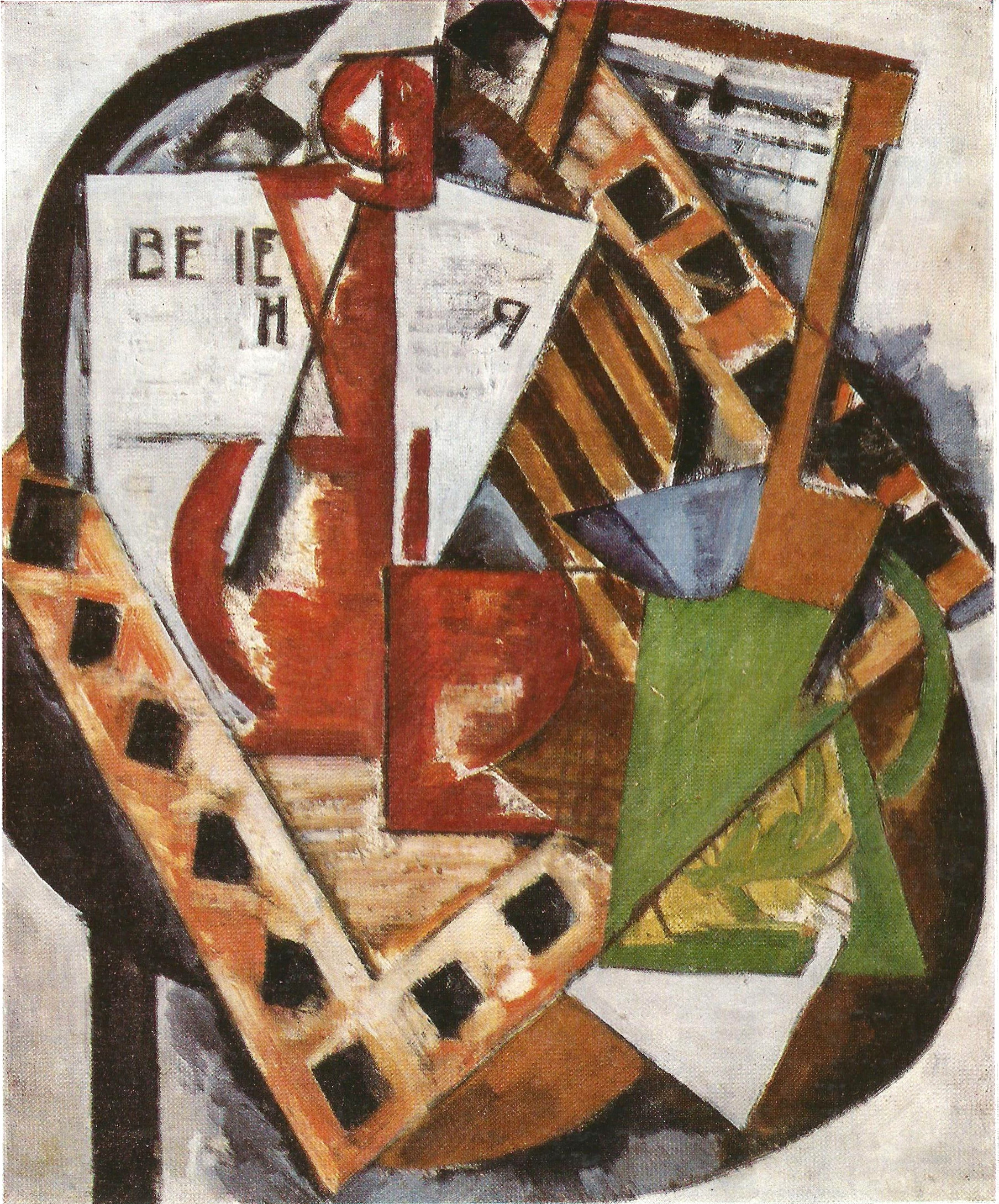
Kompozycja kubistyczna, 1915
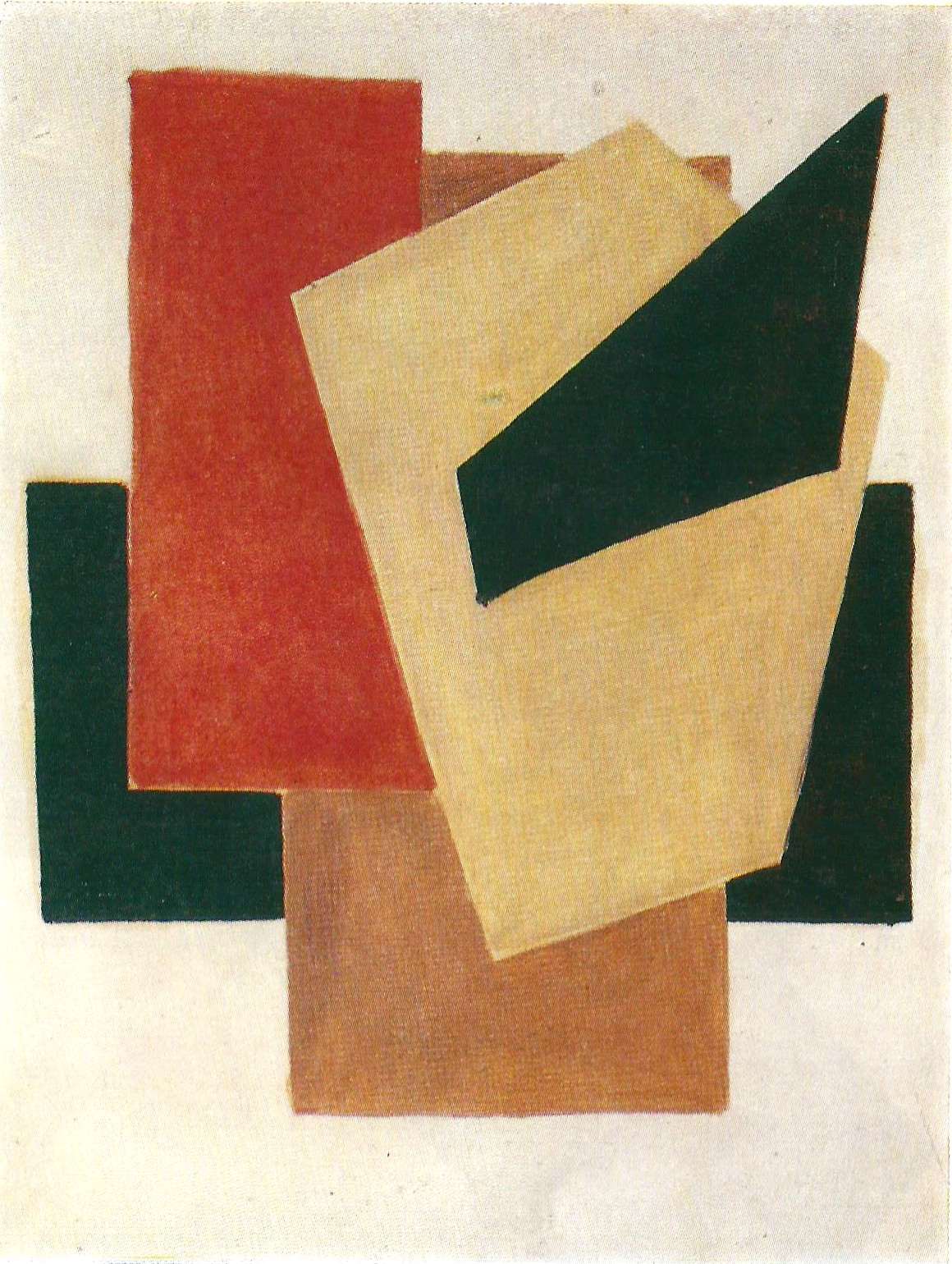
Kompozycja, 1916